# Aeroportul Internațional General Juan N. Álvarez
Aeroportul Internațional General Juan N. Álvarez (IATA: ACA, ICAO: MMAA) este un aeroport din Acapulco, Acapulco de Juárez Municipality⁠(d), Guerrero, Mexic ce deservește zona Acapulco. Aeroportul a fost tranzitat în 2023 de 894.012 pasageri. A fost numit după Juan Álvarez Hurtado⁠(d).
Situat la o altitudine de 4 m, aeroportul dispune de 1 pistă. Este operat de Grupo Aeroportuario Centro Norte⁠(d).

## Infrastructură

### Piste
Aeroportul dispune de o singură pistă. Pista are orientarea 06/24.